# Bayreuth
Pour les articles homonymes, voir Bayreuth (homonymie).
Ne doit pas être confondu avec Beyrouth.
 (avril 2014).
Si vous disposez d'ouvrages ou d'articles de référence ou si vous connaissez des sites web de qualité traitant du thème abordé ici, merci de compléter l'article en donnant les références utiles à sa vérifiabilité et en les liant à la section « Notes et références ».

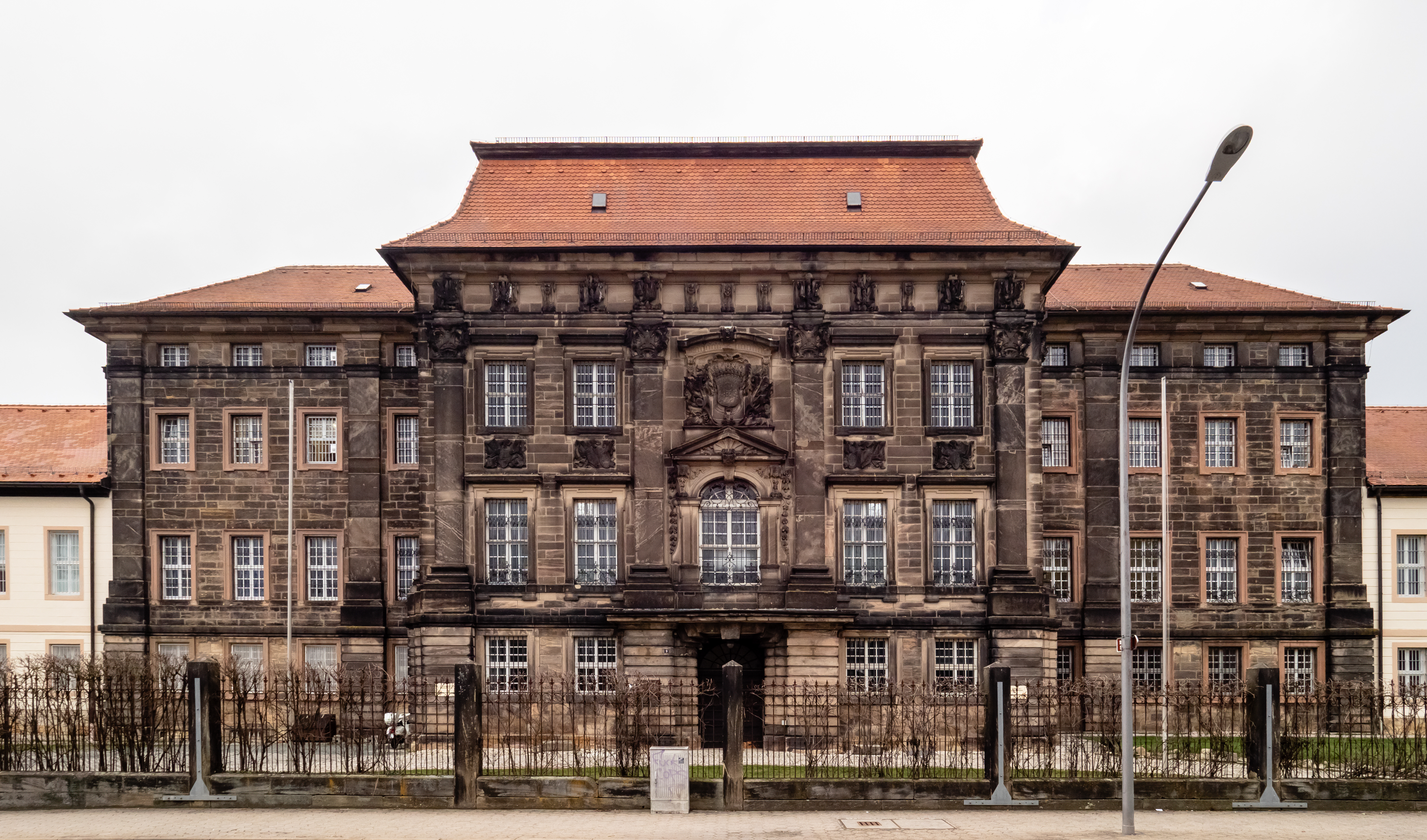
La prison St Georgen à Bayreuth. Photo mars 2019.

Bayreuth (en allemand : Bayreuth /ˈbaɪ̯rɔʏ̯t/) est une ville d'Allemagne, située sur le Roter Main, dans une région boisée du nord de la Bavière, la Franconie. Elle est la capitale de la Haute-Franconie, un des sept districts qui forment la Bavière. Elle est devenue une importante ville universitaire et un centre économique de pointe en matière de haute technologie.

## Histoire
| Appartenances historiques Burgraviat de Nuremberg 1194–1398 Principauté de Bayreuth 1398–1792 Royaume de Prusse 1792–1806 Empire français 1806–1810 Royaume de Bavière 1810–1918 Empire allemand 1871–1918 République de Weimar 1918–1933 Reich allemand 1933–1945 Allemagne occupée 1945–1949 Allemagne de l'Ouest 1949–1990 Allemagne 1990–présent |

Bayreuth est pour la première fois évoquée dans des documents en 1194.
Les historiens pensent que la ville fut fondée vers le milieu du XIIe siècle. En 1604, la ville devient résidence des margraves de la principauté de Brandebourg-Bayreuth jusqu'en 1769. Fille du roi de Prusse Frédéric-Guillaume Ier, la princesse Wilhelmine devait devenir reine d'Angleterre par le jeu des mariages entre grandes familles. Mais l'affaire traîne et elle est contrainte par son père d'épouser le margrave Frédéric de Brandebourg-Bayreuth.
Au XVIIIe siècle des travaux majeurs transforment la ville considérablement.
En 1792 elle devient une province de la Prusse.
De 1806 à 1810 elle est occupée par les Français.
Depuis 1810 elle fait partie de la Bavière.
Le 14 avril 1945, la ville est occupée par les unités de la 3e Armée US.

### Personnalités liées à la ville
- Frédéric de Schleswig-Holstein-Sonderbourg-Augustenbourg (1800-1865), prince de Nore, décède à Bayreuth en 1865.
- Attiré à Bayreuth par la renommée de l'opéra qu'avait fait construire la princesse, Richard Wagner s'y installe en 1872 avec sa femme Cosima, qui y mourra en 1930. C'est là que naissent ses petits-fils metteurs en scène Wieland et Wolfgang, respectivement en 1917 et 1919. C'est également le lieu de décès de son fils Siegfried et de son beau-père Franz Liszt, tous deux compositeurs, ainsi que de son gendre, l'essayiste Houston Stewart Chamberlain, précurseur du nazisme.

Les principaux personnages et certains interprètes des opéras de Richard Wagner ont donné leur nom à une rue de Bayreuth (de Amfortasweg à Wotanstraße (de)).
- Le poète Johann Paul Friedrich Richter (Wunsiedel, 21 mars 1763 - Bayreuth, 14 novembre 1825), dit Jean Paul y vécut à partir de 1804.
- Camille de Tournon-Simiane (1778-1833), haut fonctionnaire français et pair de France. Il est sous Napoléon Ier intendant à Bayreuth, chargé de la gestion du domaine privé de l'empereur.
- Le philosophe Max Stirner (Bayreuth, 25 octobre 1806 - Berlin, 26 juin 1856) y naquit et y grandit.
- Le tennisman Florian Mayer, né en 1983, est également originaire de la ville.
- Ottilie von Bistram (1859-1931), écrivaine et militante féministe, y est décédée.

## Monuments célèbres

Orgue dans l'église saint georges à Bayreuth.

### L'opéra des Margraves

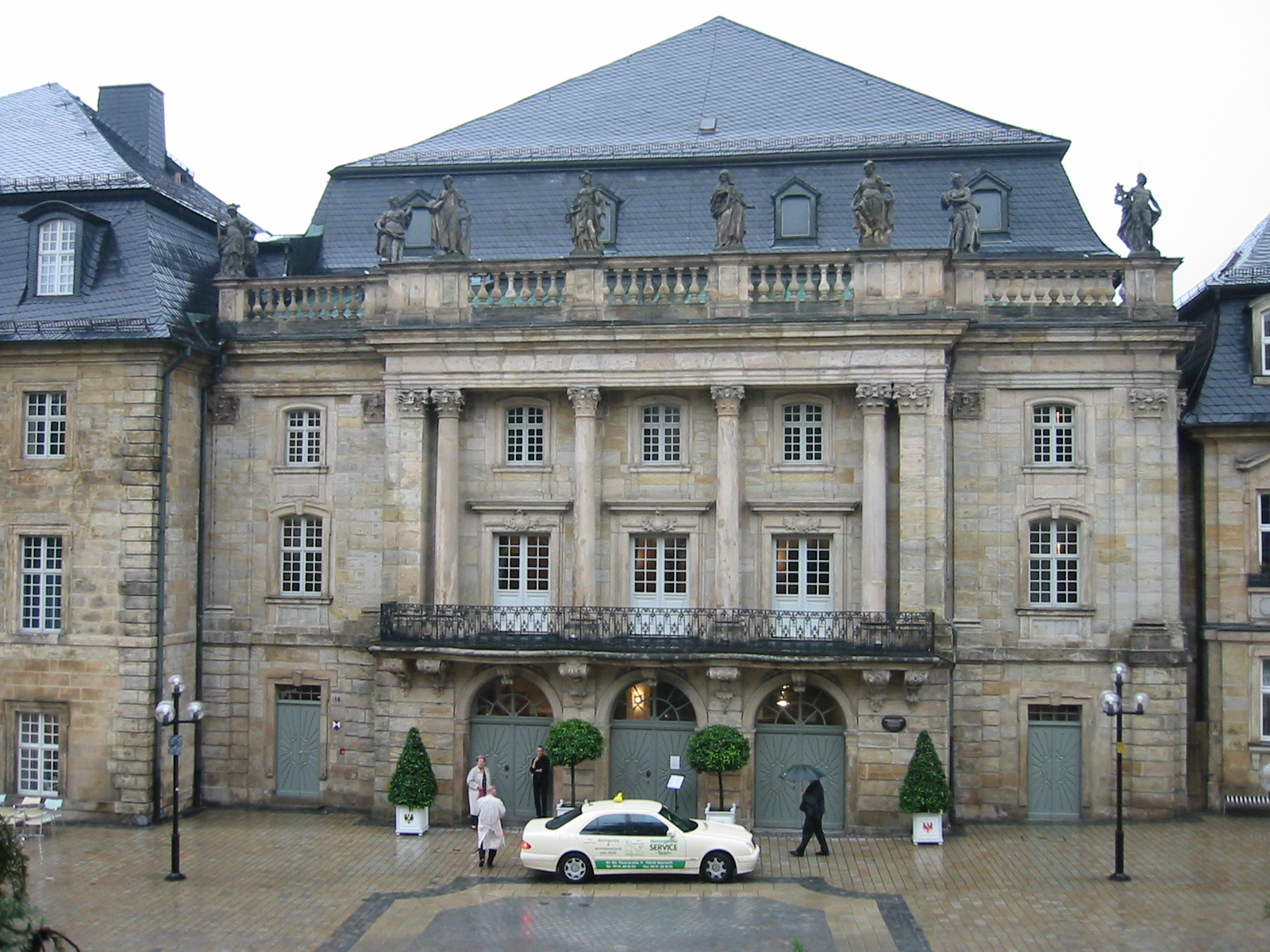
Façade de l'opéra des Margraves.

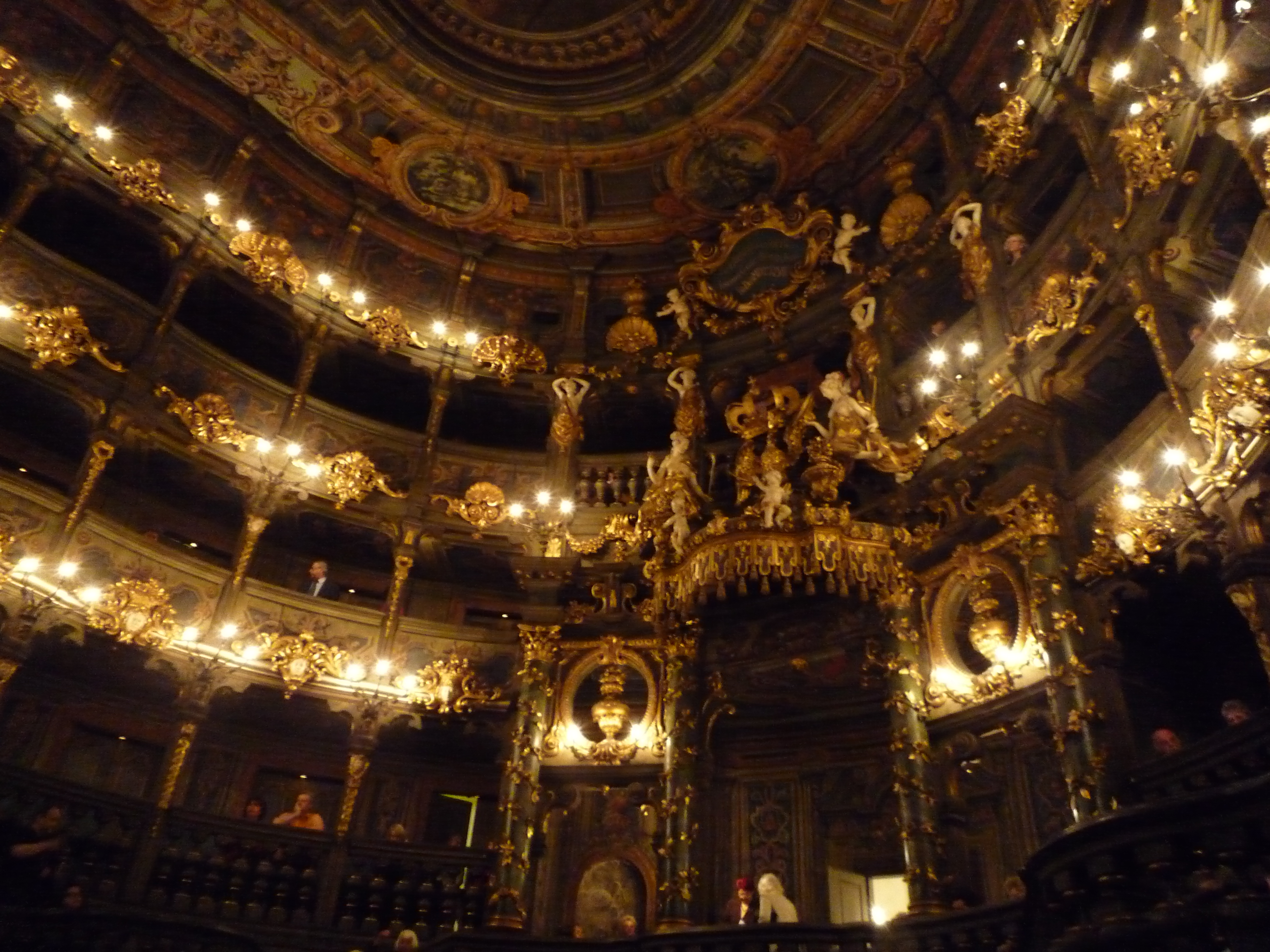
L'intérieur de l'opéra des Margraves.

L'Opéra des Margraves (Markgraefliches Opernhaus) fut commandé par la Margravine Wilhelmine, sœur du roi Frédéric II de Prusse.
Construit de 1744 à 1748 par Joseph Saint-Pierre, il s'agit d'un opéra de style rococo. L'intérieur, à l'italienne et en bois, a été décoré par Giuseppe Bibiena.
C'est en raison de la présence de cet opéra que Richard Wagner s'est intéressé à Bayreuth. Le bâtiment ne pouvait convenir aux intentions du compositeur qui se tourna vers la construction du Festspielhaus sur un terrain offert par la municipalité.
L'opéra est toujours utilisé pour des concerts. Il accueille depuis 2000 le Festival d'opéra baroque de Bayreuth consacré aux opéras baroques oubliés.
On y a notamment tourné des scènes du film Farinelli de Gérard Corbiau.
L'opéra des Margraves est classé au Patrimoine mondial de l’Unesco depuis le 30 juin 2012.

### Le Neues Schloss

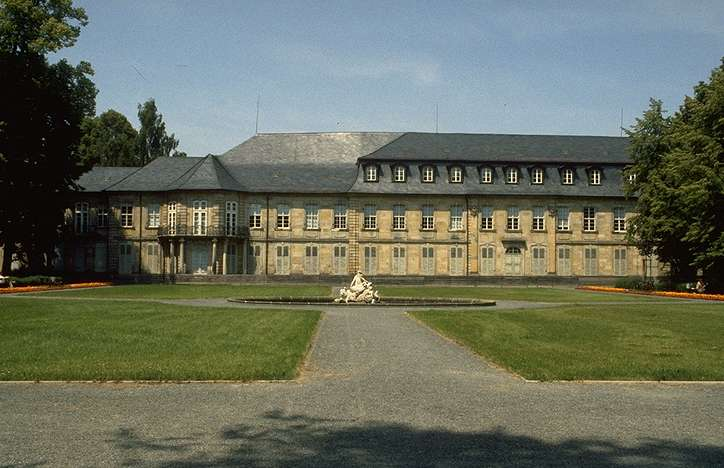
Le Neues Schloss vu des jardins.

Le « Château neuf » fut construit pour la margravine Wilhelmine de 1753 à 1755 par Joseph Saint-Pierre, dans un style assez sobre. Devant le château, la fontaine baroque fut sculptée par Elias Räntz. L'intérieur est décoré dans le style rococo gai et brillant qu'aimait particulièrement la Margravine.
Le rez-de-chaussée de l'aile nord abrite le musée des faïences de Bayreuth. Un vaste jardin (Hofgarten) complète l'ensemble.

### L'Eremitage

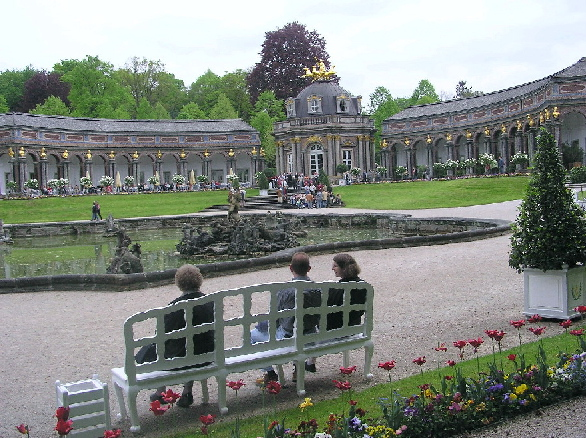
Le temple du Soleil.

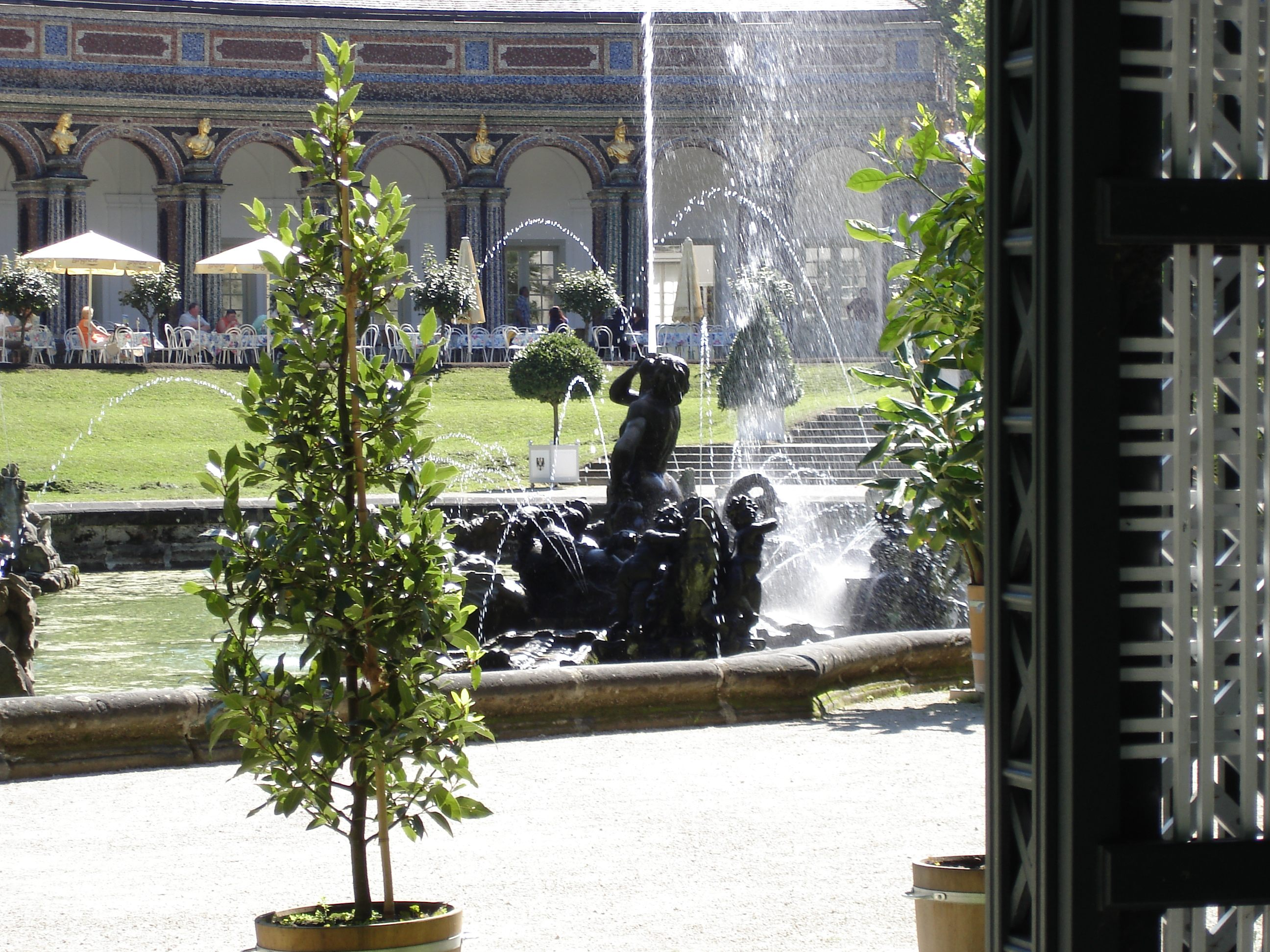
Jeux d'eau à l'Ermitage.

L'Eremitage se trouve à l'extérieur de la ville. On y trouve deux bâtiments d'habitation et un vaste parc.
L'ancien Schloss Eremitage érigé par Johann David Räntz servait de retraite au margrave Georg Wilhelm.
Wilhelmine fit élever le Neues Schloss en 1736 par J. Saint-Pierre. Le temple du Soleil, en hémicycle, en est le centre.
Dans le parc dessiné à l'anglaise, la margravine donna libre cours à sa fantaisie et à son goût de l'inattendu : bassins, cascades, volières.

### Le Festspielhaus

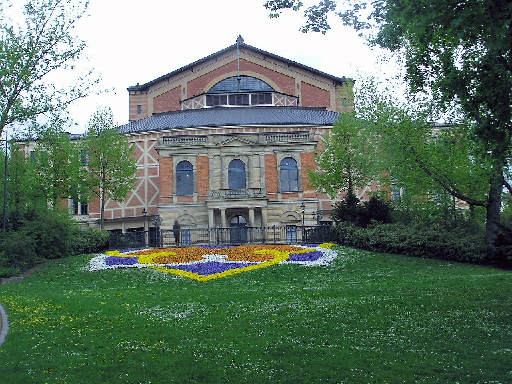
Le Festspielhaus.

Dans le Festspielhaus, chaque année depuis 1876, se déroule le Festival de Bayreuth, l'un des plus importants du monde, exclusivement consacré aux œuvres de Richard Wagner.
Voir aussi Origine du Festival de Bayreuth

### Lavilla Wahnfried

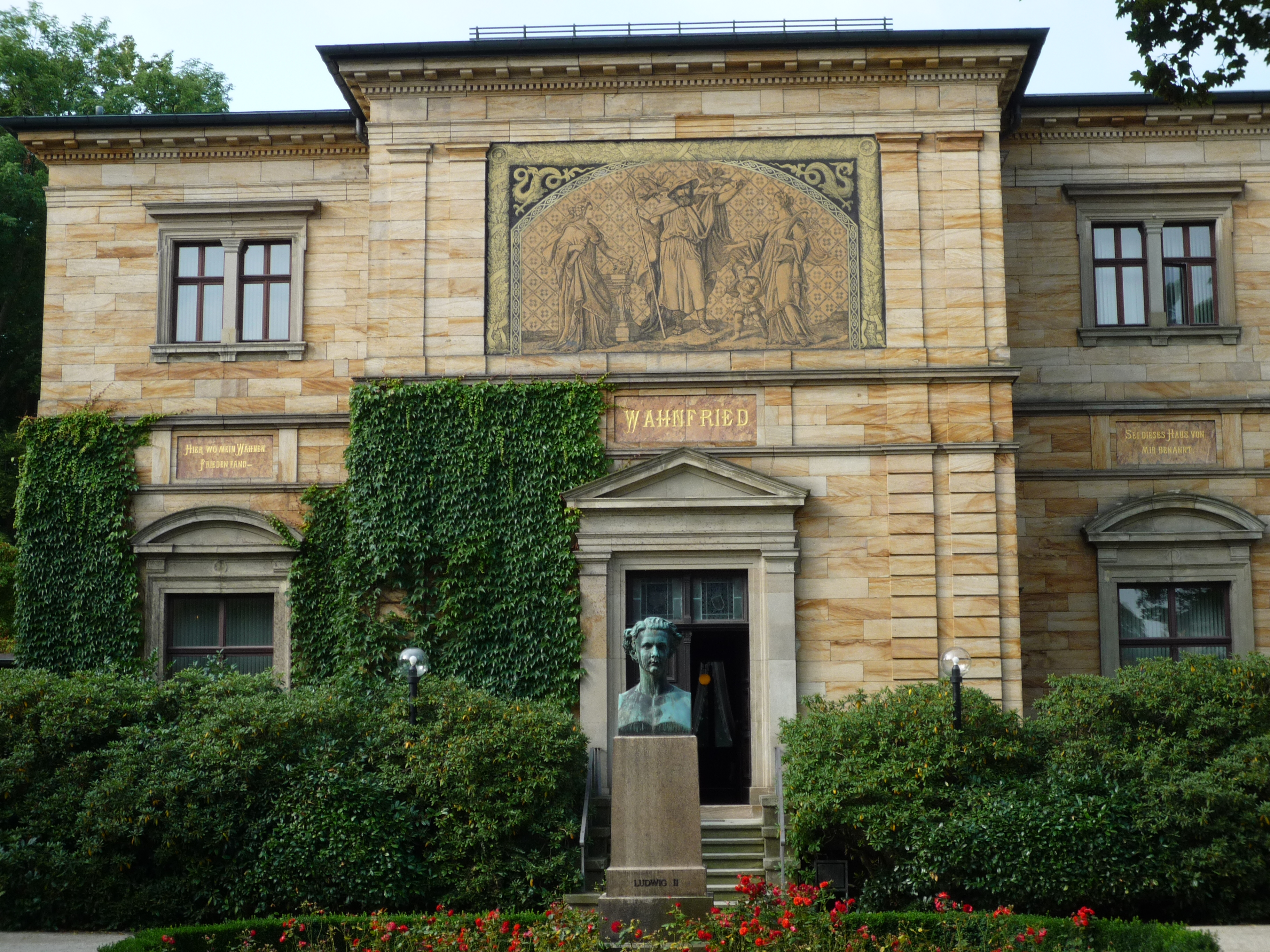
La villa Wahnfried.

La famille Wagner habita cette villa à partir de 1874 et jusqu'en 1966. En 1973 elle est devenue le siège du musée Richard-Wagner. Wagner est enterré dans le jardin où sa femme Cosima l'a rejoint en 1930.
Le buste de Louis II de Bavière se trouve devant la maison.

### Le musée Jean Paul
Ce musée se trouve à côté de la villa Wahnfried. L'écrivain Jean Paul s'établit à Bayreuth en 1804, sa dernière demeure se trouve dans la Friedrichstrasse, il y mourut le 14 novembre 1825.

### Le musée Franz Liszt
Ce musée est consacré aux souvenirs de Franz Liszt, père de Cosima Wagner et donc beau-père de Richard Wagner en même temps que son ami. Venu de Weimar en 1886 pour assister au Festival, il meurt à Bayreuth pendant son séjour. 
Frantz Liszt souffrait depuis dix ans d'hydropisie et devait au mois de septembre être opéré de la cataracte qui le rendait presque aveugle de l'œil gauche ; à ceci s'ajoute une bronchite, contractée au Luxembourg chez son ami le peintre hongrois Mihaly Munkacsy, et qui a évolué en pneumonie : ses dix jours à Bayreuth puis son agonie sont un véritable calvaire, minutieusement décrit par Lina Schmalhausen, une de ses élèves devenue sa gouvernante, dans le journal qu'elle a tenu du 22 juillet au 3 août 1886, et que le musicologue Alan Walker a repris dans La Mort de Franz Liszt.
À la mort du compositeur, ses cendres sont réclamées par la Hongrie, son pays natal, et par l'Allemagne (il a longtemps vécu à Weimar) : il sera néanmoins enterré à Bayreuth.

### Le Kunstmuseum Bayreuth
Le Kunstmuseum Bayreuth est un musée d’art contemporain. Les salles historiques de l'Hôtel de Ville baroque présentent des expositions d'art contemporain et d'art moderne classique. Le musée propose des visites guidées, des activités pédagogiques et des conférences.

### Le musée du Monde primitif de Haute-Franconie
Ce musée présente l'évolution naturelle de la Haute-Franconie au cours des dernières 500 millions d'années. Il abrite une importante collection de fossiles de dinosaures.

### Université de Bayreuth
L'Université de Bayreuth existe depuis 1975. Elle est l'une des jeunes universités les plus performantes d'Allemagne. Dans le "Times Higher Education (THE) Young University Ranking", elle est classée 40e parmi les 351 meilleures universités de moins de 50 ans du monde. La recherche et l'enseignement interdisciplinaires constituent la principale caractéristique des 160 programmes d'études de sept facultés de sciences naturelles et d'ingénierie, de droit et d'économie, ainsi que de linguistique, de littérature et d'études culturelles. En 2020, l'Université de Bayreuth compte environ 13 330 étudiants, 240 professeurs, 1 330 membres du personnel académique et 985 employés non-académiques. C'est le plus grand employeur de la région.

## Excursion au départ de Bayreuth
Au sud-ouest de Bayreuth, à l'écart des grandes voies de communication, un plateau ondulé entaillé par de profondes vallées, appelé « Fränkische Schweiz » (Suisse franconienne), forme l'extrémité septentrionale du Jura franconien. Le sol, composé de calcaires poreux, a subi une érosion intense qui est à l'origine de plusieurs grottes et de reliefs dolomitiques.
La région comporte de nombreux sentiers de randonnées.

## Jumelages
- Annecy (France) depuis 1966
- Rudolstadt (Allemagne) depuis 1990
- La Spezia (Italie) depuis 1999
- Tekirdağ (Turquie) depuis 2012
- Letterkenny (Irlande)
- Eindhoven (Pays-Bas)
- Burgenland (Autriche)
- Prague (Tchéquie)